# Seabourn Cruise Line
The Yachts of Seabourn est une compagnie de croisière basée à Miami en Floride. Elle a été créée en 1986 par la société Kloster Cruise, aujourd'hui The Yachts of Seabourn appartient à Carnival corporation & plc, le leader mondial du marché des croisières.

## Flotte

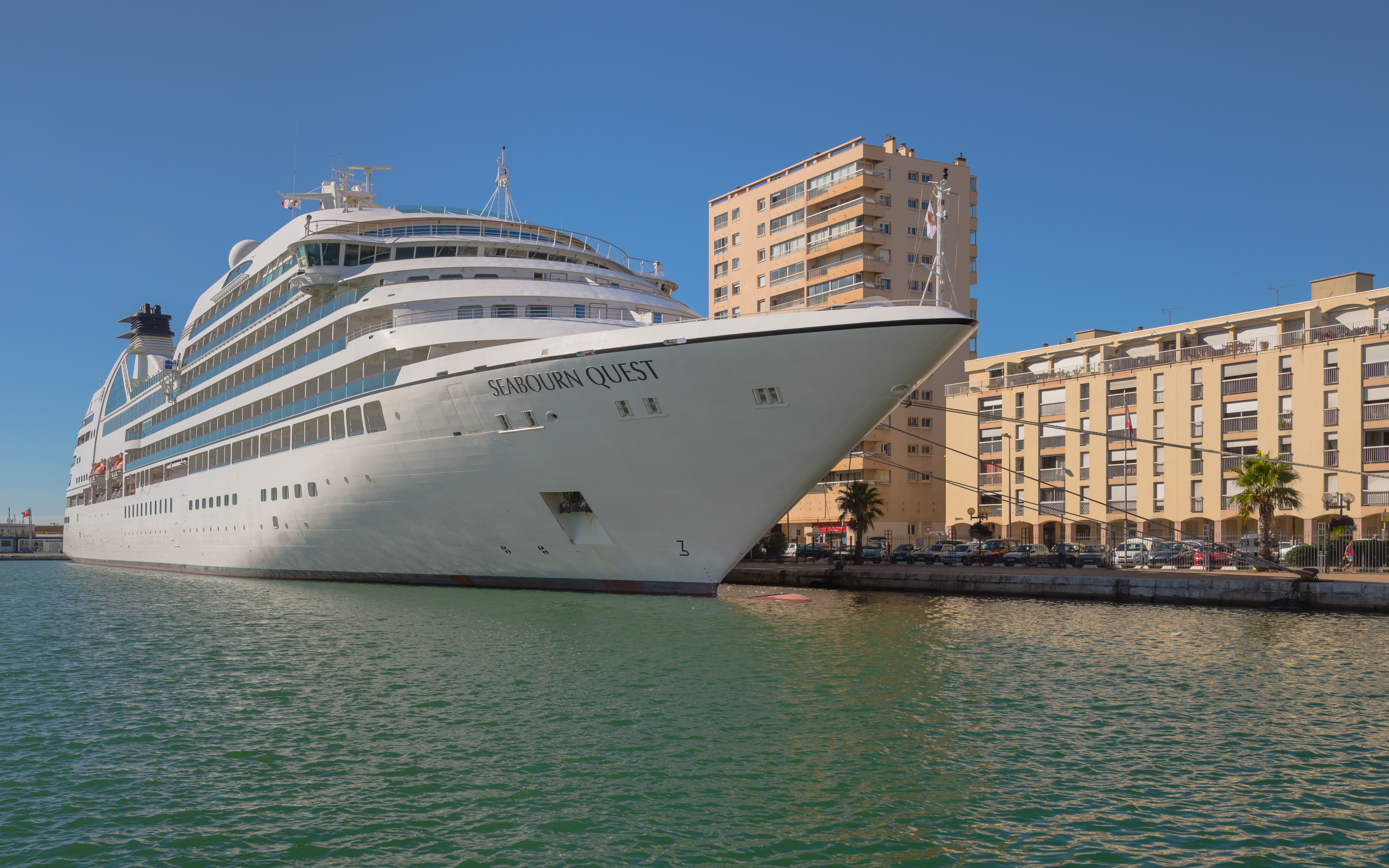
Le Seabourn Quest à Sète, France.

The yachts of Seabourn compte actuellement 6 navires :
- Seabourn Odyssey
- Seabourn Sojourn
- Seabourn Quest
- Seabourn Encore
- Seabourn Ovation
- Seabourn Venture

## Détail de la flotte
| Nom              | Année de production | Année de mise en service | Tonnage | Pays d'enregistrement | Chantier naval | Note |
| ---------------- | ------------------- | ------------------------ | ------- | --------------------- | -------------- | ---- |
| Seabourn Odyssey | 2008                | 2009                     | 32 000  | Bahamas               | T. Mariotti    |      |
| Seabourn Sojourn | 2009                | 2010                     | 32 000  | Bahamas               | T. Mariotti    |      |
| Seabourn Quest   | 2010                | 2011                     | 32 000  | Bahamas               | T. Mariotti    |      |
| Seabourn Encore  | 2016                | 2017                     | 40 350  | Bahamas               | Fincantieri    |      |
| Seabourn Ovation | 2017                | 2018                     | 40 350  | Bahamas               | Fincantieri    |      |
| Seabourn Venture | 2019                | 2022                     | 23 000  | Bahamas               | T. Mariotti    |      |
| Seabourn Pursuit | 2020                | 2023                     | 23 000  | Bahamas               | T. Mariotti    |      |

### Les anciens navires
| Nom                 | Année de production | Années de service | Tonnage | Chantier naval                           | Note                                                    |
| ------------------- | ------------------- | ----------------- | ------- | ---------------------------------------- | ------------------------------------------------------- |
| Seabourn Goddess I  | 1984                | (1999-2001)       | 4 253   | Wärtsilä, chantier naval de Hietalahti   | Transféré à SeaDream Yacht Club et renommé SeaDream I.  |
| Seabourn Goddess II | 1985                | (1999-2001)       | 4 253   | Wärtsilä, chantier naval de Hietalahti   | Transféré à SeaDream Yacht Club et renommé SeaDream II. |
| Seabourn Sun        | 1988                | (1999-2002)       | 37 848  | Wärtsilä Marine, chantier naval de Perno | Transféré à Holland America Line et renommé Prinsendam. |
| Seabourn Pride      | 1988                | (1988-2014)       | 9 861   | Schichau-Seebeckwerft                    | Transféré à Windstar Cruises et renommé Star Pride.     |
| Seabourn Spirit     | 1989                | (1989-2015)       | 9 975   | Schichau-Seebeckwerft                    | Transféré à Windstar Cruises et renommé Star Breeze.    |
| Seabourn Legend     | 1990                | (1991-2015)       | 9 961   | Schichau-Seebeckwerft                    | Transféré à Windstar Cruises et renommé Star Legend.    |

## Entreprises partenaires
La compagnie Seabourn Cruise Line sous-traite certains services à d'autres sociétés telles que :
- Steiner Leisure, pour les services de spa.

## Source
- (en) Cet article est partiellement ou en totalité issu de l’article de Wikipédia en anglais intitulé « Seabourn Cruise Line » (voir la liste des auteurs).